# Chalampé
Chalampé est une commune française de la région mulhousienne située dans la circonscription administrative du Haut-Rhin et, depuis le 1er janvier 2021, dans le territoire de la Collectivité européenne d'Alsace, en région Grand Est.
Cette commune se trouve dans la région historique et culturelle d'Alsace.
Le nom allemand est Eichwald.
Ses habitants sont appelés les Chalampéens et les Chalampéennes.

## Géographie

### Localisation
Village de l'arrondissement de Mulhouse et du canton de Rixheim situé près du pont du Rhin. Près du village se trouve également l'autoroute A36, qui relie Ottmarsheim à Saint-Jean-de-Losne.
|             | Rumersheim-le-Haut |                                         |
| Bantzenheim | Chalampé           | Le Rhin Neuenburg am Rhein ( Allemagne) |
| Bantzenheim | Bantzenheim        |                                         |

### Hydrographie

#### Réseau hydrographique
La commune est dans le bassin versant du Rhin au sein du bassin Rhin-Meuse. Elle est drainée par le Grand canal d'Alsace, le Rhin, le ruisseau du Muhlbach de la Hardt et un autre petit cours d'eau,.
Le Grand canal d'Alsace, d'une longueur de 93 km, prend sa source dans la commune de Schœnau et se jette  dans le Rhin à Erstein, après avoir traversé 31 communes. 

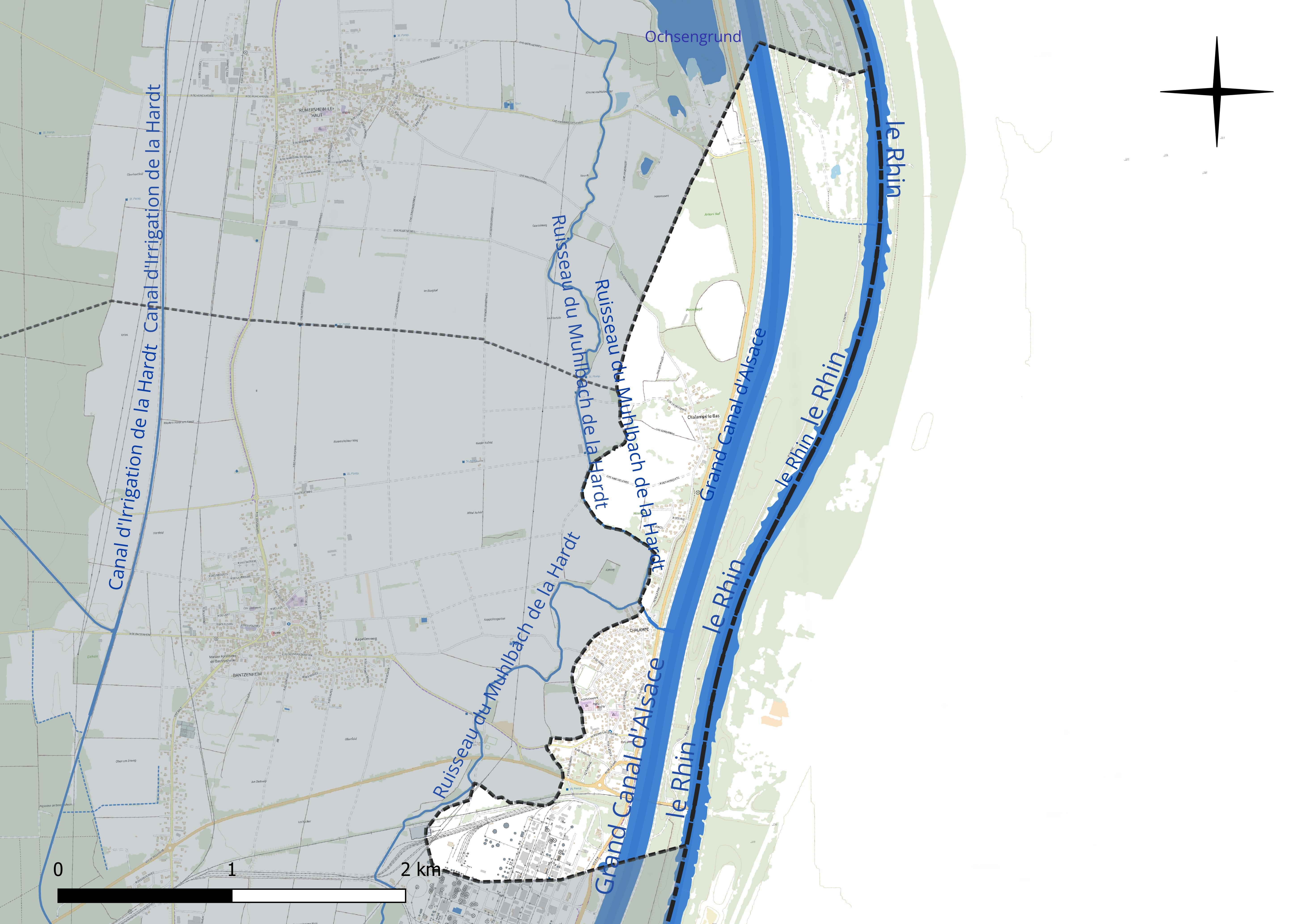
Réseau hydrographique de Chalampé.

Le Rhin, long de 1 233 km est le plus long fleuve se déversant dans la mer du Nord et de l'une des voies navigables les plus fréquentées du monde. Il traverse la Suisse, l'Autriche, l'Allemagne et les Pays-Bas et marque la frontière entre l'Allemagne et la France. 
Le ruisseau du Muhlbach de la Hardt, d'une longueur de 38 km, prend sa source dans la commune de Ottmarsheim et se jette  dans le canal de Neuf-Brisach à Biesheim, après avoir traversé 15 communes. 

#### Gestion et qualité des eaux
Le territoire communal est couvert par le schéma d'aménagement et de gestion des eaux (SAGE) « Ill Nappe Rhin ». Ce document de planification concerne la nappe phréatique rhénane, les cours d'eau de la plaine d'Alsace et du piémont oriental du Sundgau, les canaux situés entre l'Ill et le Rhin et les zones humides de la plaine d'Alsace. Le périmètre s’étend sur 3 596 km2. Il a été approuvé le 17 janvier 2005. La structure porteuse de l'élaboration et de la mise en œuvre est la région Grand Est. 
La qualité des cours d’eau peut être consultée sur un site dédié géré par les agences de l’eau et l’Agence française pour la biodiversité. 

### Climat
Pour des articles plus généraux, voir Climat du Grand Est et Climat du Haut-Rhin.
En 2010, le climat de la commune est de type climat océanique altéré, selon une étude du Centre national de la recherche scientifique s'appuyant sur une série de données couvrant la période 1971-2000. En 2020, Météo-France publie une typologie des climats de la France métropolitaine dans laquelle la commune est exposée à un climat semi-continental et est dans la région climatique  Alsace, caractérisée par une pluviométrie faible, particulièrement en automne et en hiver, un été chaud et bien ensoleillé, une humidité de l’air basse au printemps et en été, des vents faibles et des brouillards fréquents en automne (25 à 30 jours). 
Pour la période 1971-2000, la température annuelle moyenne est de 10,4 °C, avec une amplitude thermique annuelle de 17,9 °C. Le cumul annuel moyen de précipitations est de 673 mm, avec 7,7 jours de précipitations en janvier et 9,8 jours en juillet. Pour la période 1991-2020, la température moyenne annuelle observée sur la station météorologique de Météo-France la plus proche, « Colmar-Meyenheim », sur la commune de Meyenheim à 17 km à vol d'oiseau, est de 11,3 °C et le cumul annuel moyen de précipitations est de 595,0 mm. 
La température maximale relevée sur cette station est de 40,9 °C, atteinte le 13 août 2003 ; la température minimale est de −24,8 °C, atteinte le 27 février 1986,,. 
Les paramètres climatiques de la commune ont été estimés pour le milieu du siècle (2041-2070) selon différents scénarios d'émission de gaz à effet de serre à partir des nouvelles projections climatiques de référence DRIAS-2020. Ils sont consultables sur un site dédié publié par Météo-France en novembre 2022.

## Urbanisme

### Typologie
Au 1er janvier 2024, Chalampé est catégorisée bourg rural, selon la nouvelle grille communale de densité à sept niveaux définie par l'Insee en 2022.
Elle est située hors unité urbaine. Par ailleurs la commune fait partie de l'aire d'attraction de Mulhouse, dont elle est une commune de la couronne,. Cette aire, qui regroupe 132 communes, est catégorisée dans les aires de 200 000 à moins de 700 000 habitants,.

### Occupation des sols
L'occupation des sols de la commune, telle qu'elle ressort de la base de données européenne d’occupation biophysique des sols Corine Land Cover (CLC), est marquée par l'importance des forêts et milieux semi-naturels (29,8 % en 2018), une proportion identique à celle de 1990 (29,8 %). La répartition détaillée en 2018 est la suivante : 
forêts (29,8 %), eaux continentales (23,5 %), terres arables (20,1 %), zones industrielles ou commerciales et réseaux de communication (9,2 %), zones urbanisées (8 %), espaces verts artificialisés, non agricoles (8 %), mines, décharges et chantiers (1,5 %). L'évolution de l’occupation des sols de la commune et de ses infrastructures peut être observée sur les différentes représentations cartographiques du territoire : la carte de Cassini (XVIIIe siècle), la carte d'état-major (1820-1866) et les cartes ou photos aériennes de l'IGN pour la période actuelle (1950 à aujourd'hui).

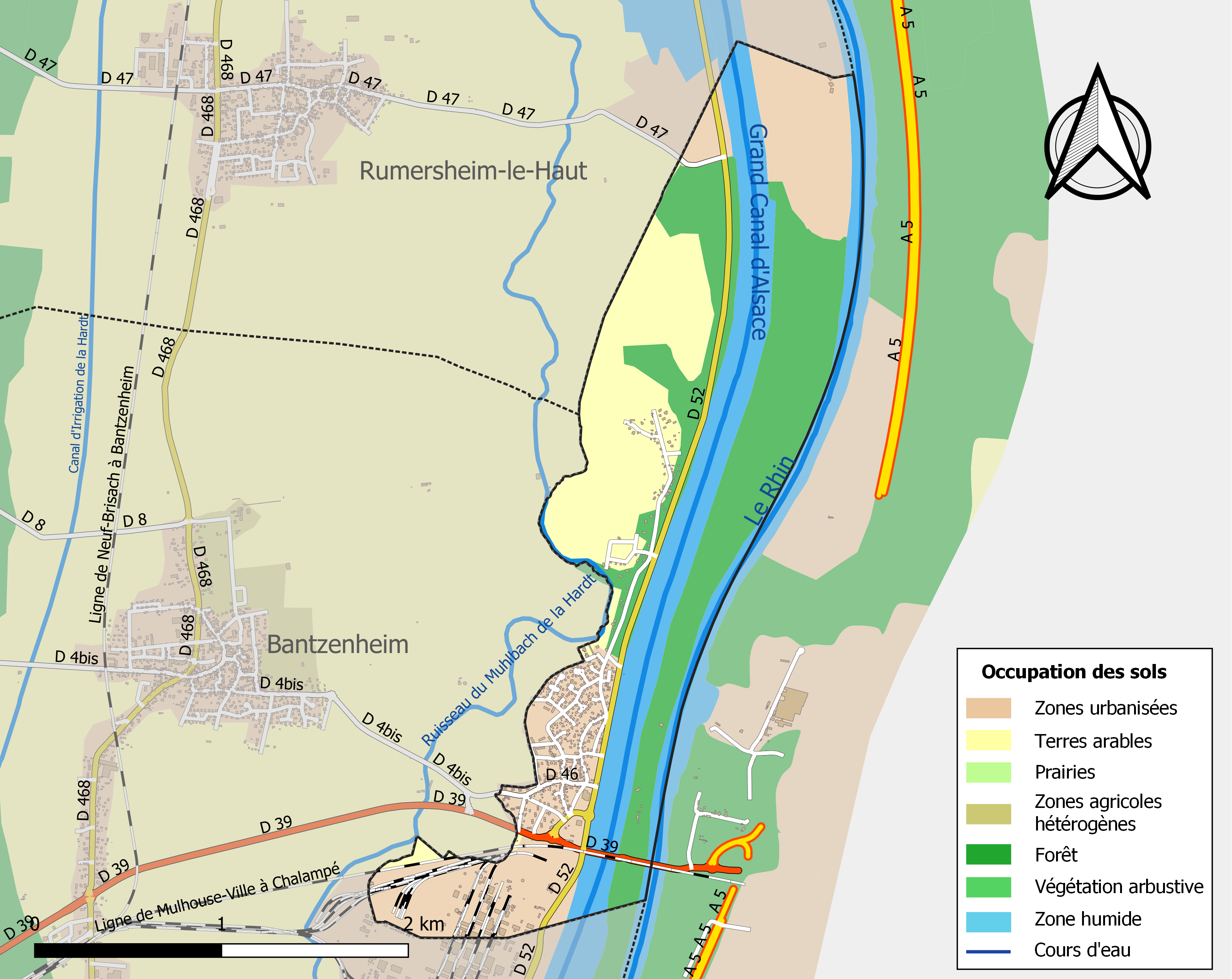
Carte des infrastructures et de l'occupation des sols de la commune en 2018 (CLC).

### Lieux-dits, hameaux et écarts
- Chalampé le Bas, à quelques kilomètres au nord du village principal.

## Toponymie
Eichwald signifie chênaie. Le nom d'Eichwald apparait dans les textes vers 1720 et est exclusivement utilisé par les administrations allemandes après la nomination par l'administration française d'un bailly à Neuenburg am Rhein et de la création par cette ville de la seigneurie dite d'Eichwald ou Chalampé. Un texte décrit un lieu géographique composé d'une île couverte de chênes appartenant à la ville allemande de Neuenburg. 

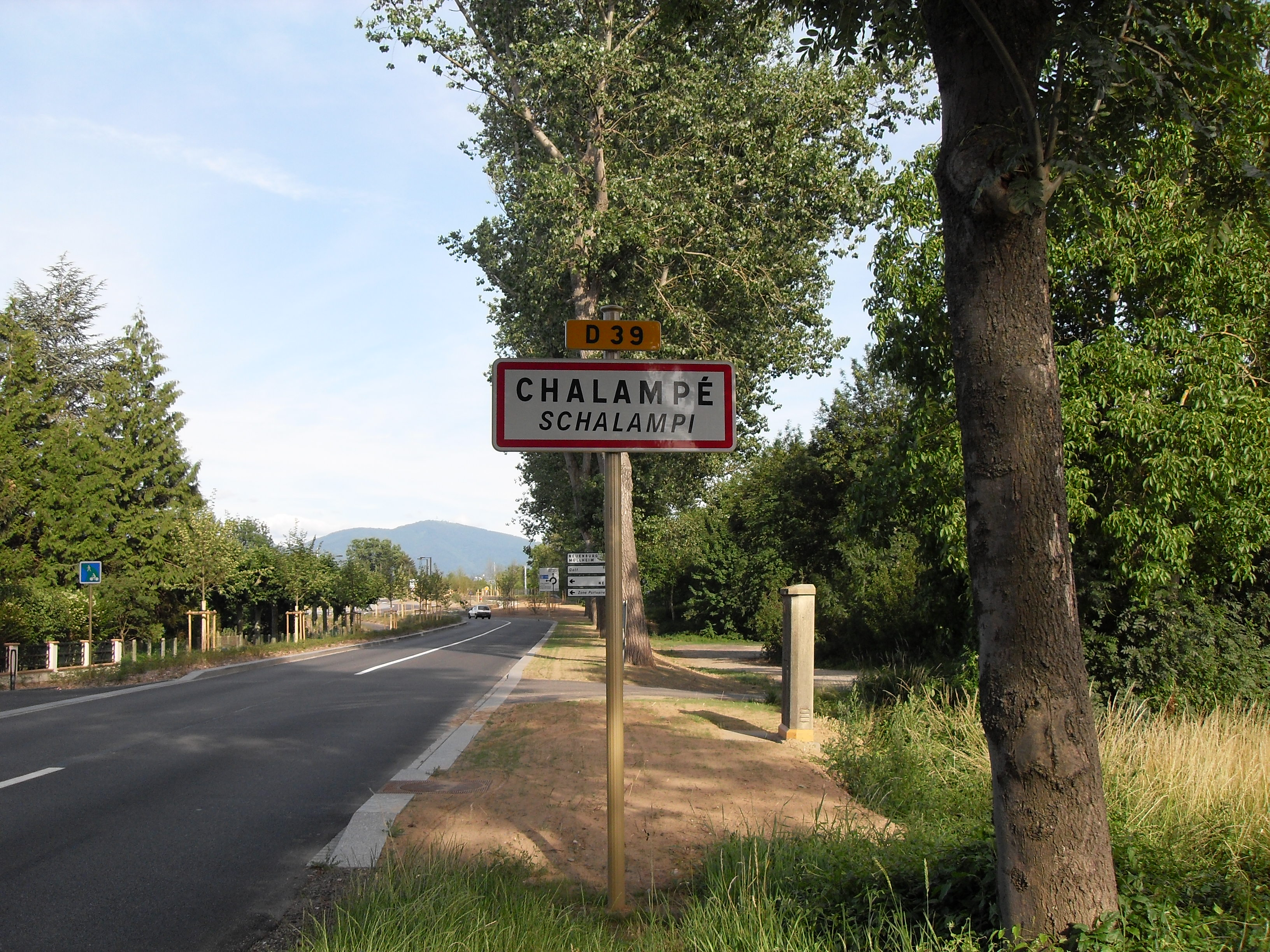
Panneau bilingue.

Le nom de Chalambé apparaît dès 1717 dans divers documents du conseil souverain d'Alsace liés à la création du village après la bataille de Rumersheim le 26 août 1709.
Avant cette date, on ne trouve pas de trace des appellations  Chalampé ou Eichwald ; le lieu où s'est implanté le village de Chalampé était partagé entre l'île de Neuenburg délimitée par divers bras du Rhin et le Bantzenheimerwald.
Le vocable chalambé est probablement une transcription phonétique du mot alémanique schlamper par les Français restés en ces lieux, soldats et accompagnateurs de l'armée du roi de France Louis XIV de France. Le mot (cf. l'allemand schlampig, Schlampe) décrit une personne d'apparence négligée et pauvre. Ce nom de Chalampé est resté attaché au village nouvellement créé sous diverses formes jusqu'en 1871 : Chalambé (1717), Chalambey, Choulampé, Chalampé (1720), Schlampé (1840), Chalampé (1918).
De 1871 à 1918, l'administration allemande d'Alsace-Lorraine donnera au  village  le nom d'Eichwald, mais l'appellation courante restera l'expression alsacienne « schalampi ».
De 1940 à 1945, l'administration nazie redonnera au village le nom d'Eichwald.
Chalampé retrouvera son nom d'origine dès le 9 février 1945, date de sa libération.
- Cette commune s'appelait précédemment Eichwald[20].
- Schalampé (Cassini), Chalampé (1793).
- En alsacien : Schàlàmpi.

## Histoire
Cette localité appartient d'abord à la ville de Neuenburg am Rhein (pays de Bade), située sur la rive droite du Rhin. Le Rhin marquait la frontière entre le Saint-Empire romain germanique et le royaume de France. En raison des crues du fleuve dont le cours changeait, le lieu faisait partie tantôt du ban de Neuenburg, tantôt de celui de Bantzenheim. C'est grâce à la correction du Rhin supérieur au XIXe siècle, commencée par l'ingénieur Johann Gottfried Tulla, que la frontière a été stabilisée.
Pendant la Guerre de Succession d'Espagne, une bataille a lieu sur le territoire en 1709. Elle oppose une armée du Saint-Empire romain germanique à une armée du royaume de France. Le Feldmarschall Mercy, à la tête de 30 000 hommes venant de Bâle, campe près d'une métairie appelée Gestifshof, située au milieu d'une forêt de chênes, propriété de la ville de Neuenburg am Rhein. Le maréchal du Bourg, campant avec 15 000 hommes à Rumersheim-le-Haut, attaque les Autrichiens et les bat. La forêt est éclaircie et quelques familles qui avaient suivi l'armée française vont s'établir dans le lieu même, où se forme petit à petit un hameau qui est d'abord  appelé Eichwald (en français chênaie). Il ne prend le nom de Chalampé qu'en 1735.
Le 1er septembre 1870, durant guerre franco-allemande de 1870, eut lieu l'affaire de Chalampé-sur-le-Rhin où la garde nationale mobile du Haut-Rhin fut engagée contre les troupes allemandes[réf. nécessaire].

### Seconde Guerre mondiale
Entre 1939 et 1940, le village est évacué et toute la population se réfugie dans les Landes. Le village est détruit en 1944 par les Allemands, qui veulent effacer toute trace de la présence française. Le village ne sera libéré que le 9 février 1945.

### Le développement de la commune
À partir des années cinquante, la commune va se développer avec la création de grands travaux : le grand canal d'Alsace, et ses usines hydroélectriques de Fessenheim et d'Ottmarsheim. Il y a aussi de nombreuses industries qui seront créées le long du Rhin. Les infrastructures routières, notamment l'A35, permettent aux habitants d'exercer leur profession à Mulhouse, à Bâle ou encore en Allemagne. La population a quasiment augmenté de 400 % avec l'implantation de nouvelles industries dans la commune.

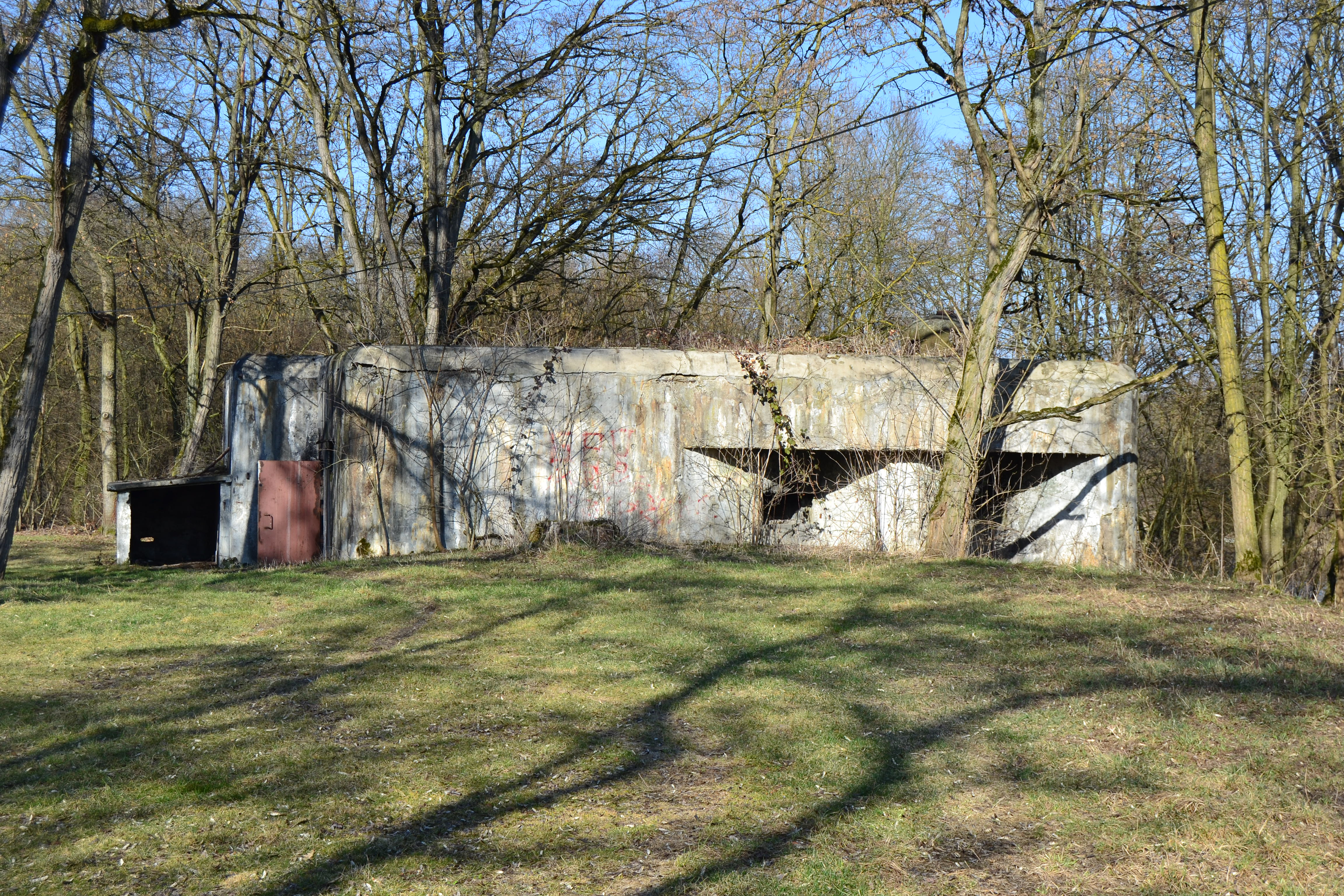
La casemate n°111 en 2012

En juillet 1984, l'île du Rhin est pressentie pour recevoir des injections de saumure, en provenance des Mines de potasse d'Alsace, dans les couches profondes du sol. Les élus locaux, puis la population se mobilisent contre le projet en occupant le site. Ils reçoivent le soutien du syndicat CGT des mineurs et de Louis-André Sackmann, un universitaire strasbourgeois à la retraite, spécialiste de la mécanique des fluides. Les manifestants installent leur quartier général dans la Casemate n°111,  un blockhaus, et y demeurent 284 jours jusqu'à ce que le projet soit finalement abandonné.

## Politique et administration

### Découpage territorial
La commune de Chalampé est membre de l'intercommunalité Mulhouse Alsace Agglomération, un établissement public de coopération intercommunale (EPCI) à fiscalité propre créé le 15 juin 2016 dont le siège est à Mulhouse. Ce dernier est par ailleurs membre d'autres groupements intercommunaux.
Sur le plan administratif, elle est rattachée à l'arrondissement de Mulhouse, à la circonscription administrative de l'État du Haut-Rhin, en tant que circonscription administrative de l'État, et à la région Grand Est. 
Sur le plan électoral, elle dépendait jusqu'en 2020 du  canton de Rixheim pour l'élection des conseillers départementaux au sein du conseil départemental du Haut-Rhin. Depuis le 1er janvier 2021, elle dépend du même canton pour l'élection des conseillers d'Alsace au sein de la collectivité européenne d'Alsace.

### Lieux et monuments

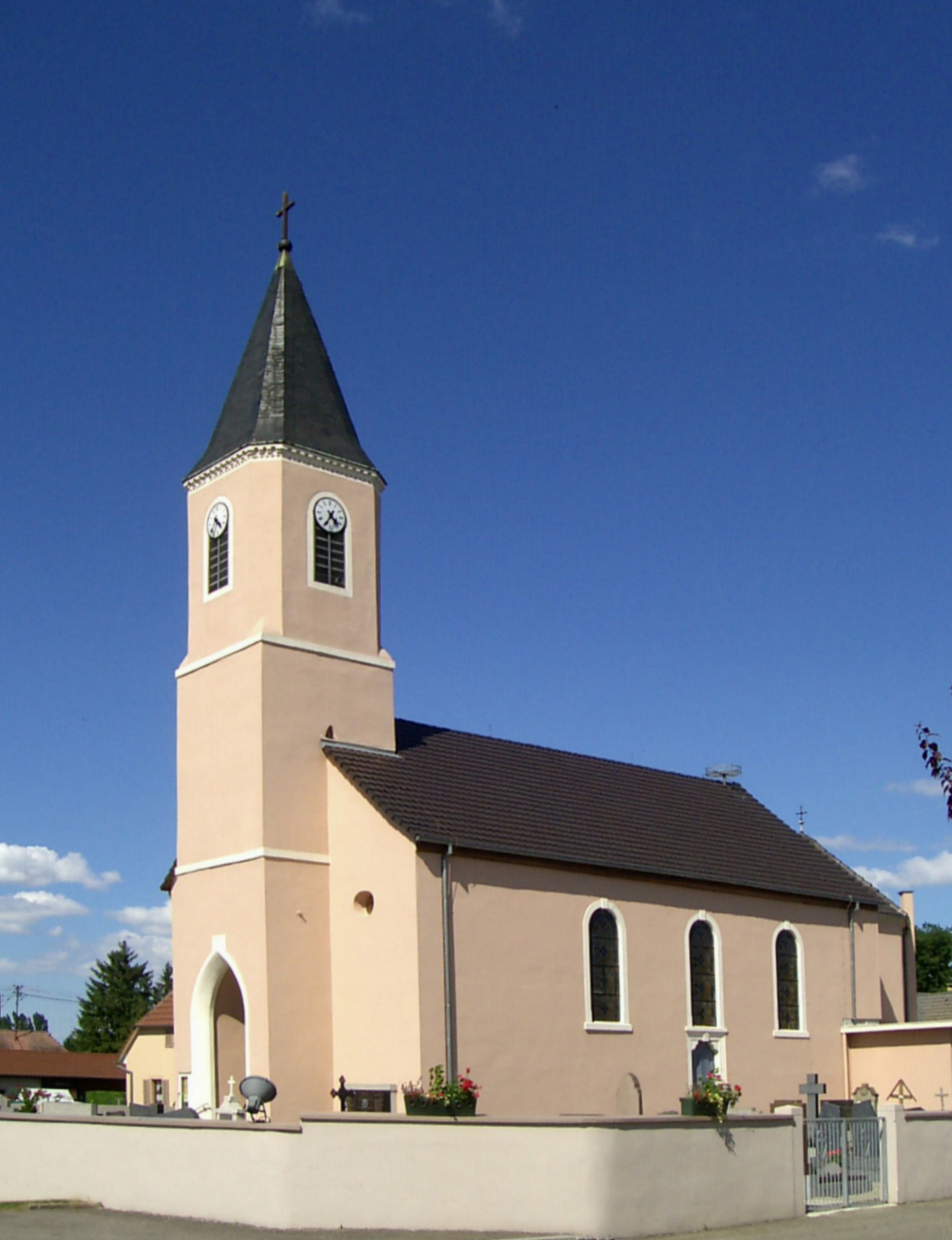
L'église Saint-Wendelin.

### Chronologie des maires
| Période                                  | Période                   | Identité                     | Étiquette | Qualité |
| ---------------------------------------- | ------------------------- | ---------------------------- | --------- | --- |
| 1852                                     | 1867                      | Pierre Lucas                 |           | Cultivateur |
| 1867                                     | 1874                      | Georges Wolff                |           | Cultivateur |
| 1874                                     | 1882                      | François Louis Birgy         |           | Vannier |
| 1882                                     | 1896                      | Hubert Hug                   |           | |
| 1896                                     | 1941                      | Pierre Émile Lucas           |           | Aubergiste |
| 1941                                     | 1945                      | Joseph Wolff                 |           | |
| 1945                                     | 1953                      | Joseph Koessler              |           | |
| 1953                                     | 1975                      | Émile Hunsinger              |           | |
| 1975                                     | 2001                      | Armand Schweitzer            | DVD       | |
| mars 2001                                | juillet 2020              | Martine Laemlin-Delmotte     | UDI-NC    | Professeure d'allemand Conseillère régionale d'Alsace (2010 et 2014 → 2015) Conseillère régionale du Grand Est (2015 → 2021) |
| juillet 2020                             | décembre 2021 (démission) | Christine Dupont-Dufeutrelle |           | |
| janvier 2022                             | En cours                  | Hugues Hartmann              |           | |
| Les données manquantes sont à compléter. |                           |                              |           | |

### Jumelages
- Le Vignau (France)

## Population et société

### Démographie
L'évolution du nombre d'habitants est connue à travers les recensements de la population effectués dans la commune depuis 1793. Pour les communes de moins de 10 000 habitants, une enquête de recensement portant sur toute la population est réalisée tous les cinq ans, les populations de référence des années intermédiaires étant quant à elles estimées par interpolation ou extrapolation. Pour la commune, le premier recensement exhaustif entrant dans le cadre du nouveau dispositif a été réalisé en 2006.

En 2022, la commune comptait 996 habitants, en évolution de +4,84 % par rapport à 2016 (Haut-Rhin : +0,66 %, France hors Mayotte : +2,11 %).
| 1793 | 1800 | 1806 | 1821 | 1831 | 1836 | 1841 | 1846 | 1851 |
| ---- | ---- | ---- | ---- | ---- | ---- | ---- | ---- | ---- |
| 256  | 251  | 225  | 265  | 308  | 302  | 313  | 309  | 340  |

| 1856 | 1861 | 1866 | 1871 | 1875 | 1880 | 1885 | 1890 | 1895 |
| ---- | ---- | ---- | ---- | ---- | ---- | ---- | ---- | ---- |
| 342  | 339  | 345  | 340  | 324  | 312  | 311  | 337  | 323  |

| 1900 | 1905 | 1910 | 1921 | 1926 | 1931 | 1936 | 1946 | 1954 |
| ---- | ---- | ---- | ---- | ---- | ---- | ---- | ---- | ---- |
| 309  | 357  | 332  | 333  | 343  | 338  | 348  | 222  | 296  |

| 1962 | 1968 | 1975 | 1982  | 1990  | 1999 | 2006 | 2011 | 2016 |
| ---- | ---- | ---- | ----- | ----- | ---- | ---- | ---- | ---- |
| 370  | 601  | 873  | 1 034 | 1 011 | 966  | 888  | 967  | 950  |

| 2021 | 2022 | - | - | - | - | - | - | - |
| ---- | ---- | - | - | - | - | - | - | - |
| 987  | 996  | - | - | - | - | - | - | - |

### Sports et loisirs
- Golf de Chalampé.
- Le club de rugby de Chalampé.

## Culture locale et patrimoine

### Héraldique
| Blason de Chalampé | Les armes de Chalampé se blasonnent ainsi : « De gueules à la bande d'or accostée de deux branches de chêne de même englantées d'argent. » |